# Xu hướng cảm xúc
Thiên hướng lãng mạn, gọi khác là xu hướng/khuynh hướng tình cảm/cảm xúc (tiếng Anh: romantic orientation, hay affectional orientation) là thuật ngữ dùng chỉ sự hấp dẫn về mặt tình cảm bởi người khác giới hoặc người cùng giới với mình hoặc nhiều giới hay không một giới nào một cách lâu dài. Thuật ngữ này được dùng thay thế cho và/hoặc song song với thuật ngữ xu hướng tính dục, và được dựa trên quan điểm rằng sự hấp dẫn tình dục chỉ là một thành phần đơn trong một tập hợp lớn hơn khác. Ví dụ, mặc dù một người toàn tính có thể có được hấp dẫn tình dục với bất kể giới và giới tính nào, nhưng họ lại chỉ có được hấp dẫn tình cảm với phụ nữ mà thôi.
Đối với những người vô tính, xu hướng tình cảm thường được coi là thước đo sự hấp dẫn hữu ích hơn xu hướng tình dục.
Xu hướng tình cảm loại bỏ yếu tố ham muốn tình dục mà giữ lại những cảm xúc mà một người hướng tới người khác. Nói cách khác, để xác định được xu hướng tính dục của một người, sẽ cần đặt hai câu hỏi "bạn muốn yêu ai, và bạn muốn quan hệ tình dục với ai", và đôi khi hai điều này là không đồng nhất với nhau. Trong trường hợp đó, xu hướng cảm xúc giải thích bằng việc đặt ra câu hỏi: "bạn muốn đi chung con đường với ai?" Điều này đặc biệt quan trọng với những người vô tính. Vì khi trả lời câu hỏi để tìm ra xu hướng tính dục, sẽ cho thấy họ không muốn quan hệ tình dục với ai cả, nhưng họ vẫn có những cảm xúc nhất định tới một số người, họ buộc phải lựa chọn liệu họ có phải là người vô tính thực sự (hoặc đồng tính thực sự, hoặc dị tính thực sự)?
Xu hướng tình dục và xu hướng tình cảm của một người có thể đồng nhất với nhau hoặc không. Mối liên hệ giữa xu hướng tình dục và xu hướng tình cảm vẫn đang được tranh luận và chưa hoàn toàn được hiểu hết.

## Phân loại xu hướng cảm xúc
Một người có thể tham gia hoặc không tham gia vào các mối quan hệ lãng mạn thuần túy về cảm xúc. Các định danh chính liên quan đến điều này là:
- Aromantic (tạm dịch: Vô ái): nghĩa là người ít hoặc không có sự hấp dẫn về mặt cảm xúc.
  - Để biết các định danh trong phổ vô ái, xem Vô ái#Các cận định danh trên phổ vô ái.
- Heteroromantic (tạm dịch: Dị ái): thu hút lãng mạn đối với người khác giới.
- Homoromantic (tạm dịch: Đồng ái): thu hút lãng mạn đối với người đồng giới.
- Biromantic (tạm dịch: Song ái): thu hút lãng mạn đối với hai hay nhiều giới.
- Panromantic (tạm dịch: Toàn ái): thu hút lãng mạn với tất cả giới, trong đó giới không đóng vai trò quan trọng trong sự thu hút lãng mạn của họ.
- Polyromantic (tạm dịch: Đa ái): thu hút lãng mạn với nhiều hơn hai giới nhưng không phải tất cả.

## Mối liên hệ giữa xu hướng tính dục và vô tính luyến ái
Do xu hướng tình dục và xu hướng cảm xúc có thể giống hoặc khác nhau, do vậy những người vô tính vẫn có thể thích nam hoặc nữ, những người đồng tính có thể thích những người khác giới, những người dị tính có thể thích những người cùng giới, nhưng họ hoàn toàn không có ham muốn tình dục với những đối tượng đó. Do vậy không nên nhầm lẫn giữa homoromantic asexual (đồng ái vô tính) với homosexual (đồng tính), biromantic homosexual (song ái đồng tính) với bisexual (song tính).
Sự tách biệt giữa xu hướng tình dục và xu hướng tình cảm vẫn chưa được hoàn toàn công nhận, cũng như chưa được nghiên cứu kĩ càng. Thông thường, thuật ngữ xu hướng tính dục sẽ được dùng để mô tả cả hấp dẫn tình cảm lẫn hấp dẫn tình dục. Sự nghiên cứu về mối liên hệ giữa xu hướng tình dục và xu hướng tình cảm vẫn còn nhiều hạn chế. Sự thách thức trong việc thu thập thông tin là bởi vì những người tham dự thường gặp rắc rối trong việc nhận biết hay phân biệt sự hấp dẫn tình dục và hấp dẫn tình cảm. Nhiều người vô tính có thể không hoặc ít có hấp dẫn tình dục (xem thêm bán vô tính luyến ái); tuy nhiên, họ vẫn có thể cảm nhận được hấp dẫn tình cảm. Lisa M. Diamond khẳng định rằng đối tượng mà một người bị thu hút về mặt tình cảm có thể khác so với đối tượng mà người ấy bị thu hút về mặt tình dục. Mặc dù nghiên cứu về những đối tượng có xu hướng tình cảm và xu hướng tình dục không đồng nhất còn nhiều hạn chế, cũng được biết tới là "xuyên tính dục" (tiếng Anh: cross orientation), khả năng sự hấp dẫn của một người có thể trở nên linh hoạt và đa dạng đang dần được công nhận.

## Vô ái
Vô ái là một xu hướng cảm xúc được đặc trưng bởi việc trải nghiệm rất ít hoặc không có sự hấp dẫn lãng mạn. Thuật ngữ "aromantic", thường rút ngắn thành "aro", dùng để chỉ một người xác định xu hướng cảm xúc của họ là vô ái.
Với tư cách là một nhóm xu hướng cảm xúc thiểu số, vô ái được đưa vào từ viết tắt LGBTQIA+ với chữ A, viết tắt của "aromanticism", cùng với vô tính (asexual) và vô giới (agender).